# Alessandro Falconieri
Alessandro Falconieri (Roma, 8 febbraio 1657 – Roma, 26 gennaio 1734) è stato un cardinale italiano.

## Biografia
Nacque l'8 febbraio 1657, nella nobile famiglia Falconieri, figlio di Paolo Francesco e Vittoria del Bufalo.
Papa Benedetto XIII lo elevò al rango di cardinale del titolo di Santa Maria della Scala nel concistoro dell'11 settembre 1724.
Morì il 26 gennaio 1734 all'età di 76 anni.